# Interkalarfrüchte
Interkalarfrüchte sind im katholischen Kirchenrecht die Einkünfte erledigter Pfründen von der Erledigung an bis zu ihrer Wiederbesetzung. Diese Zwischenzeitsfrüchte, auf welche früher die Bischöfe, zum Teil sogar der Papst bisweilen Ansprüche erhoben, traten früher dem Vermögensstock der Pfründe hinzu, wenn sie nicht, wie in manchen Ländern (Baden, Österreich, Württemberg), allgemeinen Kirchenfonds zugutekamen. Die Kosten der Vakanz wurden aus den Interkalarfrüchten im Voraus bestritten.